# Ключевский (посёлок)
Ключевски́й — посёлок городского типа в Могочинском районе Забайкальского края России.

## История
В 1901 году английский горный инженер Г. Кенрик из «Нерчинского золотопромышленного общества», принадлежавшего английской концессии, описал в своём походном журнале гору Ключи, упомянув наличие и мощность рудного тела (до 12 метров), а также высокое содержание драгоценных металлов в непосредственной близости к поверхности. На тонну породы приходилось 13,5 грамма золота, что не много, а очень много.
«Нерчинское золотопромышленное общество» без промедления приступило к освоению месторождения. Уже в ходе работ выяснились два факта: хороший и плохой. Хороший заключался в том, что, помимо рудного золота, на Ключевском обнаружился и целый «букет» сопутствующих минералов и руд: пирит, гематит, сфалерит, арсенопирит, халькопирит, галенит и еще полдесятка наименований. Добываемое золото имело высокую пробу — не менее 740. По мере углубления горизонта добычи росла и проба золота, доходя местами до 980.
В процессе разработки выяснилось, что золото находится в составе очень крепкой породы, залежь по своей структуре оказалась очень неоднородная по мощности и крутизне падения. Поэтому нерчинские золотопромышленники смогли вести на Ключевском прибыльную добычу всего девять лет. Были добыты самые простые для выемки поверхностные залежи, и в 1910 году рудник впервые законсервировали.
В 1928 году в Читинскую область была направлена геологоразведочная партия из состава треста «Дальзолото», которая оценила запасы месторождения и перспективы добычи золота и серебра, провела полный комплекс геологоразведочных работ и выяснила, что золотоносность месторождения Ключи достаточна для промышленной разработки.
Советский Союз славился своими грандиозными планами, стройками, проектами. Ключевское месторождение золота, невзирая на все присущие ему сложности, активно разрабатывалось вплоть до 1951 года, пока содержание драгоценного металла опять не упало ниже минимально экономически обоснованной отметки.
Статус посёлка городского типа — с 1950 год. В посёлке Ключевский в карьере до 2002 года велась открытая добыча золотосодержащей руды.
Месторождение в начале XX века открыли англичане. В 2003 году ему исполнилось 100 лет. С 1954 года было добыто 45 тонн руды.

## Население
| 1959  | 1970  | 1979  | 1989  | 2002  | 2009  | 2010  | 2012  |
| ----- | ----- | ----- | ----- | ----- | ----- | ----- | ----- |
| 3812  | ↘2798 | ↘2726 | ↗2839 | ↘1694 | ↘1516 | ↘1356 | ↗1371 |
| 2013  | 2014  | 2015  | 2016  | 2017  | 2018  | 2019  | 2020  |
| ↘1348 | ↘1317 | ↘1309 | ↘1277 | ↘1261 | ↘1234 | ↘1196 | ↘1181 |
| 2021  |       |       |       |       |       |       |       |
| ↘934  |       |       |       |       |       |       |       |

## Транспорт
Расстояние до ближайшей железнодорожной станции Могоча 45 км.

## Разное
Входит в Перечень населённых пунктов Забайкальского края, подверженных угрозе лесных пожаров